# Corsia viridopurpurea
Corsia viridopurpurea är en enhjärtbladig växtart som beskrevs av Pieter van Royen. Corsia viridopurpurea ingår i släktet Corsia och familjen Corsiaceae.
Artens utbredningsområde är Papua Nya Guinea. Inga underarter finns listade.